# Khadira euryzona
Khadira euryzona là một loài bướm đêm trong họ Erebidae.